# Лютово (Благоєвградська область)
Лютово — село у Болгарії. Розташоване у Благоєвградській області, підпорядковане громаді Белиця. Населення — 240 осіб.

## Політична ситуація
Мер громади — Ібрахім Алі Палєв від Руху за права і свободи.

## Карти
- bgmaps.com[недоступне посилання з вересня 2019]
- emaps.bg[недоступне посилання з червня 2019]
- Google

| Болгарія | Це незавершена стаття з географії Болгарії. Ви можете допомогти проєкту, виправивши або дописавши її. |

1. 1 2 3  НСИ Националният регистър на населените места
2. 1 2  https://www.grao.bg/tna/t41nm-15-03-2024_2.txt